# Džami
Nuradin Abdurahman Džami (perzijski: نورالدین عبدالرحمن جامی, Hardžerd, Afganistan, 1414. - Herat, Afganistan, 9. studenoga 1492.) također poznat i kao Mevlana Nuradin Abdurahman ili jednostavnije Džami bio je sufijski učitelj i pjesnik. Smatra se posljednjim velikim pjesnikom klasične perzijske književnosti.
Rođen je u selu Hardžerd, u pokrajini Džam, u današnjem Afganistanu, 1414. godine. Školovao se u Heratu i Samarkandu, najvećim kulturnim središtima tadašnjega islamskoga svijeta. U Samarkandu je brzo napredovao, pa je krajem školovanja već uživao reputaciju značajnog učenika. Poseban interes je pokazivao prema sufizmu, naročito Ibn Arebijevom učenju, i vjerskim učenjima, ali se također bavio i matematikom, teorijom glazbe i gramatikom. Nakon obrazovanja se posvetio sufizmu, te postaje derviš nakšibendijskog tarikata.
Uživao je izuzetan ugled tadašnjih vladara. Između ostalih se ističe njegovo prijateljstvo s Husejinom Bajkarom, sultanom Herata, koji je bio veliki ljubitelj umjetnosti. Džami nikada nije bio dvorski pjesnik niti je pisao hvalospjeve svojim zaštitnicima. Živio je skromno i povučeno. Posljednjih godina svog života skoro je posve zanemario pjesništvo, te se uglavnom bavio vjerskom problematikom i izučavanjem pitanja sufijskog učenja. Umro je u Heratu 1492. godine.
Džami je napisao osamdeset sedam knjiga i pisama, od kojih su neki prevedeni i na engleski jezik. Njegovo stvaralaštvo proteže se od proze do poezije te od svakodnevnih do vjerskih tema. Pisao je i djela iz povijesti i znanosti. Osim toga, često je komentirao djela ranijih i suvremenih teologa, filozofa i sufija. Njegova poezija bila je inspirirana Hafizovim gazelama, a njegov slavni divan „Sedam prijestolja” bio je, po vlastitom priznanju, pod utjecajem Nizamijevih djela.